# つつみのおひなっこや事件
つつみのおひなっこや事件（つつみのおひなっこやじけん）とは、「結合商標」と呼ばれる商標の類否判断が争われた日本の裁判である。

## 経緯
- 2004年（平成16年）2月18日 - Yが「つつみのおひなっこや」の文字を標準文字で横書きし、指定商品を「土人形および陶器製の人形」とする商標登録出願を行う。
- 同年8月27日 - 商標権が設定される。
- 2006年（平成18年）3月8日 - Xが商標権の無効審判を請求する。Xは指定商品を「土人形」とし、「つゝみ」の太文字を横書きしてなる商標及び「堤」の太文字1字からなる商標の商標権者であり、これらの商標権を理由として無効審判を請求した。
- 同年10月31日 - 審判請求を不成立とする審決がされる。
- 同年11月10日 - 謄本が原告Xに送達される。
- Xは審決の取消しを求める訴訟を提議する。
- 2007年（平成19年）4月10日 - 知的財産高等裁判所（知財高裁）において、Yの商標権の商標は、Xの商標権の商標と類似するから、商標法第4条1項11号に該当し審決を取り消すという判決がされる[1]。
- Yが上告受理申立てを行う。
- 2008年（平成20年）9月8日 - 最高裁判所において、知財高裁による原審を破棄し差し戻す判決がされる。

## 審決・判決の概要
主に商標法第4条1項11号の判断について記載する。

### 無効審判
審判においては、Yの商標である「つつみのおひなっこや」は、同じ書体で等間隔にまとまりよく表されており、これよりは「ツツミノオヒナッコヤ」の称呼、「堤焼(あるいは堤町)の土人形を扱う店」の観念が生ずるものというのが相当であり、視覚上においても、観念上においても、その構成中「つつみ」の文字部分のみに限定して称呼・観念が生ずるものとすべき格別の理由はないとし、Xの商標の「つつみ」又は「堤」とは類似しないとされた。

### 知財高裁
知財高裁においては以下のように判断された。商標「つつみのおひなっこや」は、観念として「つつみ」と「おひなっこや」とが組み合わされた結合商標として認識されるものであり、「つつみ」の部分を分離することができないほど一体性があるものとは認められず、全体が冗長であるから、「つつみ」の部分のみが分離して認識される。また、称呼としても同じように分離されて認識されるから、「ツツミ」のみの称呼も生じる。外観としても「つつみ」の部分をひとまとまりの構成として認識する。そのため、Xの商標とYの商標は類似する。

### 最高裁
最高裁においては、「複数の構成部分を組み合わせた結合商標と解されるものについて，商標の構成部分の一部を抽出し，この部分だけを他人の商標と比較して商標そのものの類否を判断することは，その部分が取引者，需要者に対し商品又は役務の出所識別標識として強く支配的な印象を与えるものと認められる場合や，それ以外の部分から出所識別標識としての称呼，観念が生じないと認められる場合などを除き，許されないというべきである」とされた。
さらに、本件については「本件商標の構成中の「つつみ」の文字部分から地名，人名としての「堤」ないし堤人形の「堤」の観念が生じるとしても，本件審決当時，それを超えて，上記「つつみ」の文字部分が，本件指定商品の取引者や需要者に対し引用各商標の商標権者である被上告人が本件指定商品の出所である旨を示す識別標識として強く支配的な印象を与えるものであったということはできず」、「本件商標の構成中の「おひなっこや」の文字部分については，これに接した全国の本件指定商品の取引者，需要者は，ひな人形ないしそれに関係する物品の製造，販売等を営む者を表す言葉と受け取るとしても，「ひな人形屋」を表すものとして一般に用いられている言葉ではないから，新たに造られた言葉として理解するのが通常であると考えられる」と判断された。
よって、「その構成中の「つつみ」の文字部分を取り出して観察することを正当化するような事情を見いだすことはできないから，本件商標と引用各商標の類否を判断するに当たっては，その構成部分全体を対比するのが相当であ」ると判断された。
最終的に本件商標と引用商標は「10文字中3文字において共通性を見出し得るにすぎず」、全体として類似する商標ではないと判断された。

## 関連する事件
結合商標に関する判例としては、他にリラ宝塚事件やセイコーアイ事件がある。